# Burni Singgalang
Burni Singgalang är ett berg i Indonesien.   Det ligger i provinsen Aceh, i den västra delen av landet, 1 600 km nordväst om huvudstaden Jakarta. Toppen på Burni Singgalang är 1 357 meter över havet, eller 739 meter över den omgivande terrängen. Bredden vid basen är 20,3 km.
Terrängen runt Burni Singgalang är huvudsakligen kuperad, men österut är den bergig. Trakten runt Burni Singgalang är nära nog obefolkad, med mindre än två invånare per kvadratkilometer. I omgivningarna runt Burni Singgalang växer i huvudsak städsegrön lövskog.